# Max Siurala
Maxim (Max) Siurala, född 21 oktober 1913 i Helsingfors, död där 6 september 2003, var en finländsk läkare.  
Siurala, som var specialist i inre medicin och gastroenterologi, blev medicine och kirurgie doktor 1948, docent i inre medicin vid Helsingfors universitet 1958 och var avdelningsöverläkare vid Helsingfors universitetscentralsjukhus 1963–1976. Han betraktas som den moderna gastroenterologins lärofader i Finland. Han införde den reguljära gastroskopiverksamheten i Finland och utgav en lång rad vetenskapliga arbeten om sjukdomar i magsäcken, speciellt om de tillstånd som utgör en risk för cancer. Kunskapen om den kroniska gastritens förlopp baserar sig till stor del på de undersökningar som Siurala och kretsen kring honom utförde. För sina insatser belönades han med inhemska och utländska hedersledamotskap samt ett flertal pris. Han erhöll professors titel 1970 och var hedersdoktor vid universiteten i Bologna och Tartu samt Honorary fellow vid The Royal Society of Medicine. 